# Corrado IV di Svevia

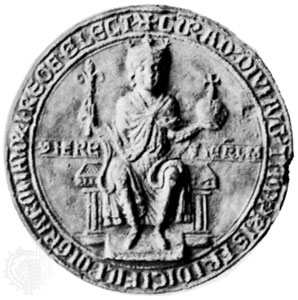
Sigillo dell'imperatore Corrado IV

Corrado IV di Hohenstaufen (Andria, 25 aprile 1228 – Lavello, 21 maggio 1254) era figlio dell'imperatore Federico II di Svevia e della sua seconda moglie Jolanda di Brienne, regina di Gerusalemme, unico figlio maschio nato da questo matrimonio. Dopo la deposizione del fratello Enrico VII, Corrado fu designato alla successione da suo padre Federico, e assunse i titoli di duca di Svevia (Corrado III; 1235-1254), re dei Romani (Corrado IV; 1237-1254), e successivamente di re di Sicilia (Corrado I; 1250-1254) e re di Gerusalemme (Corrado II; 1250-1254).

## Biografia
Corrado fu l'unico figlio maschio nato dal matrimonio di Federico II con Jolanda di Brienne, regina di Gerusalemme. La madre, diciassettenne, morì dieci giorni dopo averlo partorito, ad Andria. Corrado quindi ereditò neonato il titolo di re di Gerusalemme dalla madre e il padre Federico utilizzò la circostanza per assumere questo titolo nel 1229, in occasione della sesta crociata. Corrado visse in Italia fino al 1235, anno nel quale per la prima volta si recò in Germania col padre: dopo la rivolta e la deposizione del suo fratellastro maggiore Enrico, Corrado fu designato da Federico a proprio successore, ma le scelte dell'imperatore non ebbero successo, in quanto nella dieta di Magonza inizialmente gli elettori non lo nominarono re, nonostante l'accordo raggiunto con i Guelfi e i Wittelsbach, suggellato dal fidanzamento di Corrado con una figlia del duca Ottone II di Baviera.

### L'elezione arex Romanorum
Corrado venne poi eletto re quando aveva nove anni, nel febbraio 1237, durante una dieta a Vienna. L'elezione, che tuttavia non venne riconosciuta dal papa Gregorio IX, comprendeva non solo la nomina a re, ma anche la successione sul trono imperiale, secondo la formula "in Romanorum regem et in futurum imperatorem nostrum post obitum patris habendum". Nel giugno dello stesso anno l'elezione di Corrado fu confermata durante un'assemblea riunitasi a Spira, ma, a differenza del fratello Enrico, Corrado non fu incoronato.
Mentre Federico, dopo l'elezione, si concentrò nuovamente sulla sua lotta contro il papato e i comuni italiani, il giovane Corrado rimase quasi sempre in Germania, con il compito di rappresentare il padre: al fianco di Corrado, almeno fino al 1241, in qualità di procuratore imperiale, fu il vescovo Sigfrido III di Magonza, coadiuvato da un consiglio di reggenza composto tra gli altri dai poeti Corrado di Winterstetten, Goffredo di Hohenlohe; dal 1242 il nuovo procuratore imperiale fu il langravio Enrico Raspe, affiancato da Venceslao re di Boemia, entrambi vicini alla politica dell'imperatore negli anni che videro l'avvicinarsi in Europa dell'invasione mongola.
Poi dal 1245 in poi, raggiunta la maggiore età, Corrado cominciò a intervenire attivamente e personalmente oltre a ricercare presso i principi sostegno alla politica paterna; questa era minacciata dalle manovre di papa Innocenzo IV e dell'arcivescovo di Colonia che avevano portato dalla loro parte numerosi principi: nel Concilio di Lione, il papa scomunicò Federico II e dichiarò decaduto Corrado; l'anno successivo Enrico Raspe, langravio di Turingia, fu eletto re dei Romani e il 5 agosto 1246 sconfisse Corrado nella battaglia sul Nidda.
Il 1º settembre 1246, a Vohburg, Corrado sposò Elisabetta di Wittelsbach, figlia del duca di Baviera Ottone II. Con questo matrimonio i Wittelsbach divennero gli alleati più potenti degli Hohenstaufen. Dopo la morte di Enrico Raspe, avvenuta nel 1247, il papa designò Guglielmo II d'Olanda come re dei Romani. Corrado si scontrò militarmente col concorrente, dapprima con esiti scoraggianti. Nel 1250 gli riuscì però di sconfiggere Guglielmo ed i nobili renani suoi alleati.
A dicembre dello stesso anno moriva il padre Federico II: nel suo testamento lo nominava erede universale e suo successore sul trono imperiale, su quello di Sicilia e su quello di Gerusalemme, concedendo a Manfredi - fratellastro di Corrado - il principato di Taranto e con esso il baiulato del regno di Sicilia. Papa Innocenzo IV non volle riconoscere il testamento, in particolare per la successione al regno di Sicilia che considerava una prerogativa pontificia. E nel 1251 Guglielmo II d'Olanda ritrovava il successo militare.

### L'intervento in Italia

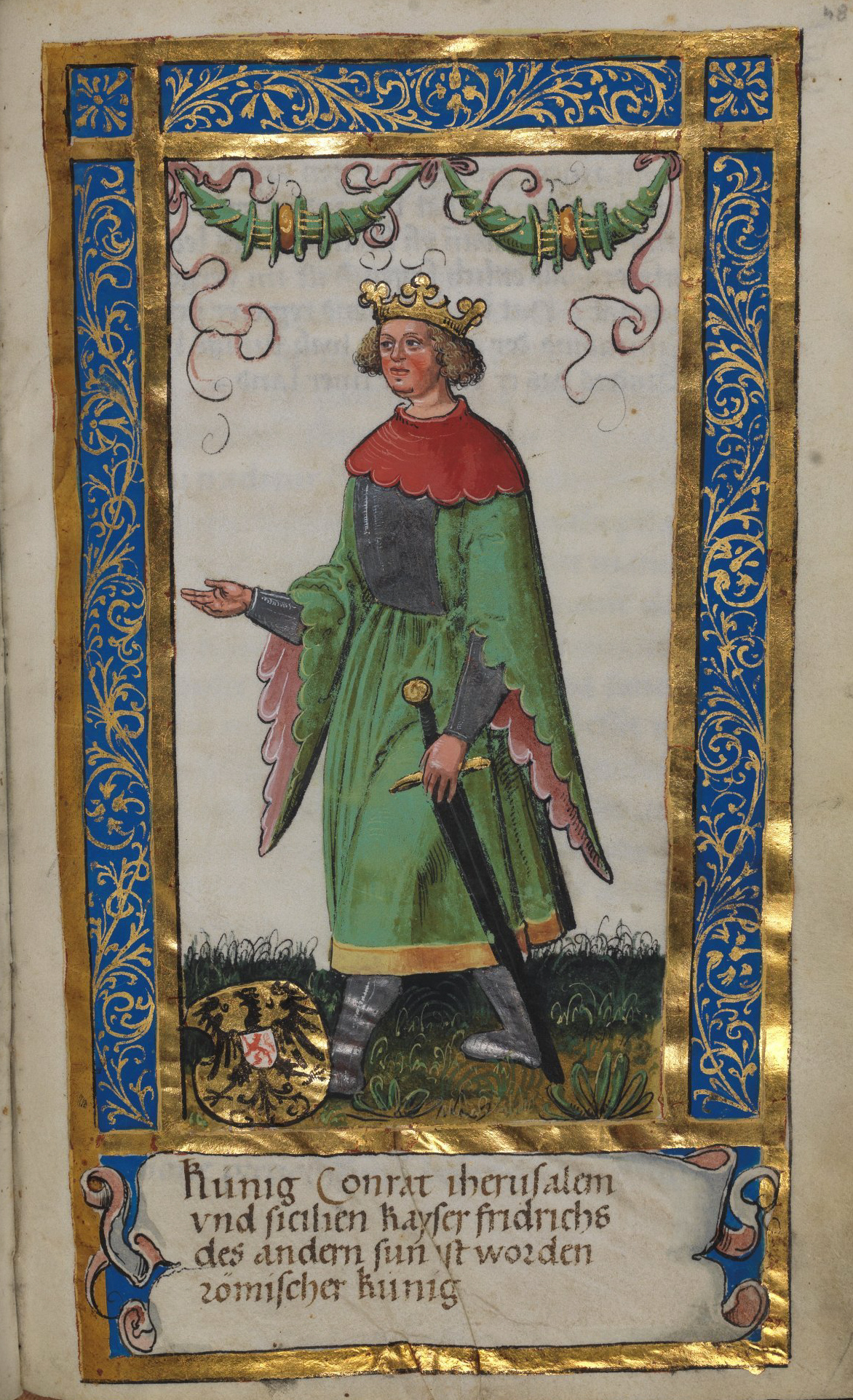
Corrado I di Sicilia

Preso atto della situazione disperata in Germania, Corrado decise di venire in Italia con la vana speranza di prendere possesso del regno di Sicilia, che il fratellastro Manfredi teneva come reggente, ma che aspirava a far proprio. Il sovrano nel 1251, all'abbazia di Sant'Emmerano di Ratisbona, subì un fallimentare attentato da parte dell'abate. Nell'ottobre dello stesso anno si mosse verso l'Italia, attraversò il Brennero, sostò a Verona e a Goito, dove incontrò i vicari imperiali; si imbarcò a Latisana sulle navi inviate dal fratellastro e nel gennaio 1252 sbarcò a Siponto, proseguendo poi insieme a Manfredi nella pacificazione del regno.
Nell'aprile del 1252 Corrado stanziò il proprio accampamento, con le sue milizie, a ponente di Casamassima, in una bassura designata con il nome di Padula. Qui gli chiese udienza il nobile Roberto da Casamassima, il quale gli comunicò che il padre Giovanni era stato spogliato, dall'imperatore Federico II di Svevia, del proprio feudo, passato nelle mani del nobile Filippo Chinardi. Corrado, fatta esaminare anche da suoi consiglieri la validità degli argomenti presentati, graziò Roberto da Casamassima e lo reintegrò immediatamente nel suo feudo con "rescritto imperiale in forma per Gualtiero di Ocre, gran cancelliere del Regno di Sicilia, sub data in Campis prope Padulam Die 20".
Nella dieta di Foggia (febbraio 1252) Corrado stabilì nuove condizioni per procurarsi la benevolenza della popolazione e di una più ampia schiera di baroni: l'abolizione della colletta generale; lo spostamento dell'università dalla ribelle Napoli a Salerno; l'annullamento di concessioni demaniali a favore dei Lancia (parenti di Manfredi) e persino la mancata ratifica del riconoscimento a Manfredi di feudi e della completa autorità nel principato di Taranto che pure aveva ottenuto dal testamento paterno. Nel frattempo, anche per garantire la continuità nella politica di Federico II, si circondò di consiglieri che avevano già servito l'imperatore, quali Pietro Ruffo, luogotenente in Calabria e in Sicilia, Bertoldo di Hohenburg, Federico di Antiochia, il gran cancelliere Gualtiero di Ocre, il vicario Oberto Pelavicino, il camerario Giovanni Moro.
Nella primavera del 1252 fallì un ultimo tentativo di riavvicinamento al papa, il quale era sempre più convinto di poter disporre dell'investitura del regno, e così Corrado ritornò all'attacco: nel 1253 riportò sotto il suo controllo le riottose contee di Caserta e Acerra, conquistò Capua e nell'ottobre infine anche Napoli.
Le cose però precipitarono nei primi mesi del 1254: il papa inviava legati col compito di investire Edmondo, figlio del re d'Inghilterra, del regno di Sicilia; inoltre scomunicava (9 aprile 1254) in maniera definitiva e solenne Corrado, il quale nel frattempo diveniva sospettoso e ostile nei confronti di Manfredi, restio ad accettare la diminuzione della sua autorità sui feudi assegnatigli dal padre. Corrado, contemporaneamente rafforzava il suo controllo nei confini settentrionale del Regno, procedendo alla fondazione della nuova città denominata Aquila. Infine riuniva tutte le truppe - sue, del fratello Manfredi e dei baroni - in un accampamento presso Lavello per sferrare l'attacco decisivo.
Ma il 21 maggio Corrado moriva di malaria, malattia contratta già da un paio di mesi: corse voce che Manfredi avesse fatto avvelenare il fratello, ma al riguardo non ci sono prove. Fu sepolto a Messina, ma un incendio ne distrusse la tomba. Le sue ceneri furono raccolte e poste in un'urna, la quale andò persa nei bombardamenti del 1943. In occasione di dette esequie, forse a causa del numero eccessivo di ceri e candele accese accanto al catafalco, si sviluppò un furioso incendio che distrusse il duomo. Dopo la sua morte, Alfonso X di Castiglia reclamò il ducato di Svevia per diritto materno, in quanto figlio di Elisabetta Hohenstaufen, a sua volta figlia del duca di Svevia e re dei Romani, Filippo di Svevia; la pretesa non ebbe seguito, benché Alfonso avesse ottenuto l'appoggio di papa Alessandro IV, che il 3 febbraio 1255, aveva scritto una lettera alla nobiltà sveva.
Il giovane imperatore lasciava il figlio Corradino, ancora bambino e rimasto in Germania, sotto la tutela del papa, mentre fu nominato governatore del regno di Sicilia il marchese Bertoldo di Hohenburg; in realtà Manfredi proseguì la reggenza senza contrarietà.

## L'eredità culturale
Non sappiamo se Corrado avesse le brillanti doti che il padre Federico, lo stupor mundi, manifestò in vita. Comunque anche la corte di Corrado in Germania sembra influenzata dalla ricchezza spirituale e culturale di quella siciliana: Corrado amava la poesia e fu protettore dei poeti. Minnesänger famosi come Konrad von Winterstetten e Gottfried von Hohenlohe facevano parte del suo entourage; Rudolf von Ems scrisse per lui una Cronica universale.
Allo stesso Corrado vengono poi attribuite due poesie d'amore contenute nel famoso codice Manesse della biblioteca di Heidelberg.

### Lettere inedite
Nel 2005, nella biblioteca universitaria di Innsbruck, in un codice manoscritto vecchio di 700 anni, è stata casualmente scoperta una raccolta di circa 200 fra lettere e mandati scritti da Federico II, Corrado IV e altre personalità di spicco del XIII secolo, fra cui papi, il re di Gerusalemme, il sultano d'Egitto. L'importanza della scoperta sta nel fatto che 130 documenti erano fino a quel momento inediti e gettano nuova luce sulla biografia e sulla personalità di Corrado: le lettere testimoniano infatti della sua intensa attività diplomatica nei confronti del Papa e di altre personalità influenti della politica europea del periodo così come del fatto che, sulla scia del padre Federico II, anche Corrado si occupava dei piccoli problemi della vita quotidiana dei suoi sudditi, come la costruzione di mulini, condutture dell'acqua, manutenzione di ponti ecc..

## Discendenza
Corrado ed Elisabetta ebbero un solo figlio:
- Corradino, l'ultimo discendente legittimo degli Hohenstaufen, decapitato a Napoli nel 1268.

Nel 1259 la vedova di Corrado, Elisabetta, sposò Mainardo II di Tirolo-Gorizia.
Corrado ebbe anche un figlio illegittimo:
- Corradino (probabilmente nel 1252 - † impiccato[8] nel 1269 assieme alla madre, di nome sconosciuto).

## Ascendenza
|                       |                      |                                         | Genitori                        |  |  | Nonni |  |  | Bisnonni            |  |  | Trisnonni                  |  |
|                       |                      |                                         |                                 |  |  |       |  |  | Federico Barbarossa |  |  | Federico II duca di Svevia |  |
|                       |                      |                                         |                                 |  |  |       |  |  | Federico Barbarossa |  |  | Federico II duca di Svevia |  |
|                       |                      | Giuditta di Baviera, duchessa di Svevia |                                 |  |  |       |  |  | Federico Barbarossa |  |  |                            |  |
| Enrico VI di Svevia   |                      |                                         |                                 |  |  |       |  |  | Federico Barbarossa |  |  |                            |  |
|                       |                      | Beatrice di Borgogna                    | Rinaldo III di Borgogna         |  |  |       |  |  |                     |  |  |                            |  |
|                       |                      | Beatrice di Borgogna                    | Rinaldo III di Borgogna         |  |  |       |  |  |                     |  |  |                            |  |
|                       |                      | Beatrice di Borgogna                    | Ursula                          |  |  |       |  |  |                     |  |  |                            |  |
| Federico II di Svevia |                      | Beatrice di Borgogna                    |                                 |  |  |       |  |  |                     |  |  |                            |  |
|                       |                      | Ruggero II di Sicilia                   | Ruggero I di Sicilia            |  |  |       |  |  |                     |  |  |                            |  |
|                       |                      | Ruggero II di Sicilia                   | Ruggero I di Sicilia            |  |  |       |  |  |                     |  |  |                            |  |
|                       |                      | Ruggero II di Sicilia                   | Adelasia del Vasto              |  |  |       |  |  |                     |  |  |                            |  |
| Costanza d'Altavilla  |                      | Ruggero II di Sicilia                   |                                 |  |  |       |  |  |                     |  |  |                            |  |
|                       |                      | Beatrice di Rethel                      | Gunther di Rethel               |  |  |       |  |  |                     |  |  |                            |  |
|                       |                      | Beatrice di Rethel                      | Gunther di Rethel               |  |  |       |  |  |                     |  |  |                            |  |
|                       |                      | Beatrice di Rethel                      | Beatrice di Namur               |  |  |       |  |  |                     |  |  |                            |  |
| Corrado IV di Svevia  |                      | Beatrice di Rethel                      |                                 |  |  |       |  |  |                     |  |  |                            |  |
|                       | Erardo II di Brienne | Gautier II di Brienne                   |                                 |  |  |       |  |  |                     |  |  |                            |  |
|                       | Erardo II di Brienne | Gautier II di Brienne                   |                                 |  |  |       |  |  |                     |  |  |                            |  |
|                       | Erardo II di Brienne | Adèle di Soisson                        |                                 |  |  |       |  |  |                     |  |  |                            |  |
| Giovanni di Brienne   | Erardo II di Brienne |                                         |                                 |  |  |       |  |  |                     |  |  |                            |  |
|                       |                      | Agnes di Mountfaucon                    | Amadeus II conte di Montbéliard |  |  |       |  |  |                     |  |  |                            |  |
|                       |                      | Agnes di Mountfaucon                    | Amadeus II conte di Montbéliard |  |  |       |  |  |                     |  |  |                            |  |
|                       |                      | Agnes di Mountfaucon                    | Beatrice di Grandson-Joinville  |  |  |       |  |  |                     |  |  |                            |  |
| Jolanda di Brienne    |                      | Agnes di Mountfaucon                    |                                 |  |  |       |  |  |                     |  |  |                            |  |
|                       |                      | Corrado del Monferrato                  | Guglielmo V del Monferrato      |  |  |       |  |  |                     |  |  |                            |  |
|                       |                      | Corrado del Monferrato                  | Guglielmo V del Monferrato      |  |  |       |  |  |                     |  |  |                            |  |
|                       |                      | Corrado del Monferrato                  | Giuditta di Babenberg           |  |  |       |  |  |                     |  |  |                            |  |
| Maria del Monferrato  |                      | Corrado del Monferrato                  |                                 |  |  |       |  |  |                     |  |  |                            |  |
|                       |                      | Isabella di Gerusalemme                 | Amalrico I di Gerusalemme       |  |  |       |  |  |                     |  |  |                            |  |
|                       |                      | Isabella di Gerusalemme                 | Amalrico I di Gerusalemme       |  |  |       |  |  |                     |  |  |                            |  |
|                       |                      | Isabella di Gerusalemme                 | Maria Comnena                   |  |  |       |  |  |                     |  |  |                            |  |
|                       |                      | Isabella di Gerusalemme                 |                                 |  |  |       |  |  |                     |  |  |                            |  |

## Araldica
Sono sostanzialmente due le figure araldiche adottate dagli Hohenstaufen per le proprie insegne: i tre leoni passanti – che, di smalto nero e disposti in palo in campo d'oro, costituiscono la variante più nota dell'arme di Svevia, divenuta anche stemma del ducato svevo – e l'aquila al volo abbassato di nero – che, rappresentando la continuità tra l'Impero romano e l'Impero germanico, divenne emblema degli imperatori tedeschi, non solo per gli Hohenstaufen, ma anche per le successive dinastie. A Federico II, poi, alcuni autori attribuiscono l'introduzione, quale insegna imperiale, dell'aquila bicipite di nero in campo d'oro. In particolare, fu il benedettino e cronista inglese Matteo Paris a riportare, nelle sue maggiori opere, la Chronica Majora e l'Historia Anglorum, miniature recanti l'aquila a due teste, sia per Federico II, sia per alcuni dei suoi discendenti.
Per Corrado, il Paris, ferma restante l'aquila bicipite in campo d'oro, illustra, nella Chronica Majora, uno stemma recante in capo un crescente montante di rosso, che racchiude un piccolo tortello dello stesso colore. Per provare a spiegare tale insegna, si può fare ricorso, almeno parzialmente, alle regole dell'araldica inglese, secondo le quali, brisare l'arme paterna con un crescente indica il figlio secondogenito e «tale era certamente Corrado rispetto a Re Enrico (il primo nato di Federico, ad ogni effetto)». Resta, però, priva di plausibile interpretazione la presenza del tortello, a meno che non lo si voglia considerare, in qualche modo, un rimando al globo collocato tra le due teste dell'aquila bicipite che caratterizza alcuni tarì aurei battuti durante la fanciullezza dello stupor mundi. Rimanendo in ambito numismatico, un riscontro dell'effettivo utilizzo dell'aquila bicipite da parte di Corrado potrebbe arrivare da una moneta che fu «fatta coniare dal figlio di Federico [...] per la città imperiale di Francoforte» e che, per l'appunto, reca, nel disegno, l'emblema dell'aquila a due teste.
(Blasonatura)
L'araldista Paul Adam-Even descrive per Corrado uno stemma che presenta analogie con l'arme miniata nella Chronica Majora. In detta insegna, infatti, sull'aquila, è presente un crescente, che, però, non è di rosso, ma d'argento, ed è caricato in cuore; mentre nessuna menzione è fatta a proposito del tortello, che, pertanto, parrebbe assente.
Un particolare stemma con aquila bicipite, infine, è associato a Corrado in alcune edizioni dell'Historia della Città e Regno di Napoli, dello storico napolitano Giovanni Antonio Summonte. L'aquila, infatti, reca, caricato in cuore, uno scudetto, il quale, con capo troncato cuneato da parte a parte, è interzato in palo, con, nel primo terziere, tre pini o pigne male ordinate, nel secondo, tre leoni passanti rivoltati, e, nell'ultimo, una croce patente scorciata, rappresentativa del Regno di Gerusalemme.

Arme di Svevia
Stemma del Sacro Romano Impero
Stemma attribuito a Corrado IV nella Chronica Majora
Stemma attribuito a Corrado IV, in alcune edizioni dell'Historia della Città e Regno di Napoli